# 静安寺 (北京市)
39°54′34″N 116°39′55″E / 39.9095°N 116.66539°E
静安寺是北京市通州区的一座寺庙，是通州区文物保护单位，占地约3000平方米，位于静安寺胡同12号院。

## 建筑
现存主要建筑包括：
- 山门殿三间：可能是明代建筑，奉祭四大金刚。
- 正殿三间：清代重修。
- 后殿五间。
- 汉白玉制螭首龟趺重修记碑：在前院西配殿南山外，全高4米，明万历年间立。

## 历史
金大定十年（1173年）修建，明代洪武、万历年间修缮，清朝再次修缮。新中国建立后，曾由北京市农业干部培训中心占用。1985年，成为区级文物保护单位。
在北京城市副中心的建设中，附近的旧建筑均已拆除，建立运河商务区的绿地中心项目，只保留了静安寺。

## 习俗
古时，每逢农历客月的初一日、十五日开庙，交易小商品；中元节有举行盂兰盆会、诵经法会、水陆道场、放河灯等宗教活动的习俗。
|  | 通州 新城 北門 南門 新城南門 西門 東門 北極閣 文昌閣 敵樓 舊敵樓 鼓樓 文殊塔 南溪閘 減水閘 通流閘 新城大街 西大街 北大街 东大街 南关大街 南大街 西顺城街 天成巷 帥府街 東關大街 十字街 大、小紅牌樓胡同 新街下坡胡同 新街口 西倉 南倉 中倉 馬家胡同 熊家胡同 四眼井胡同 史家胡同 白將胡同 大条胡同 二条 三条胡同 小燒酒胡同 半截胡同 大燒酒胡同 中倉胡同 倉溝 史家胡同 石板胡同 如意胡同 蔡家胡同 教子胡同 東塔胡同 前剪子巷 后剪子巷 豆腐巷 八里橋 通利橋 哈叭橋 善人橋 臥虎橋 吾党橋 東水關 南水關 東海 西海 葫蘆頭 石壩 土壩 北運河 通州衛 理事廳 倉場署 刑錢府 江蘇局 浙江局 貢院 後營 東營房 西營房胡同 定邊衛 北後街 南街 黃亭 聖教寺 慈航寺 靜安寺 觀昌寺 文廟 武聖廟 大關廟 龍王觀 三官廟 萬壽宫 碧霞宫 射園 北果市 牛市口 魚市 糧食市 江米店 東柵欄口 西柵欄口 玉带河 |
|  | 光緒《通州志》中的“城池圖” |